# Biệt thự Ryongsong
Biệt thự Ryongsong (tiếng Hàn Quốc: 룡성  관저), còn gọi là Biệt thự số 55 (55호 관저), là nhà ở công vụ của nhà lãnh đạo tối cao Triều Tiên Kim Jong Un và đệ nhất phu nhân Ri Sol-ju.

## Địa điểm
Biệt thự này tọa lạc ở khu Ryongsong phía bắc Bình Nhưỡng, cách Quảng trường Kim Nhật Thành khoảng 12 km (7,5 mi) về phía đông bắc. Quy mô của toàn bộ khu phức hợp nguyên thủ quốc gia là khoảng 12 km2 (4,6 dặm vuông Anh). Theo cựu vệ sĩ của Kim Jong Il là Lee Young Guk, có ít nhất tám căn biệt thự của lãnh tụ Bắc Triều Tiên nằm bên ngoài Bình Nhưỡng.

## Mô tả
Khu phức hợp này do lữ đoàn công binh của Quân đội Nhân dân Triều Tiên xây dựng và hoàn thành vào năm 1983 dưới thời Kim Nhật Thành. Sau đó, nơi này được Kim Jong Il, em gái ông là Kim Kyong-hui và em rể Jang Sung-taek sử dụng. Kể từ khi kế vị phụ thân lên làm lãnh tụ Bắc Triều Tiên, Kim Jong Un đã sử dụng Biệt thự Ryongsong làm nơi ở chính của mình. Khu phức hợp này có cả tổng hành dinh thời chiến dưới lòng đất, được bảo vệ bằng các bức tường có thanh sắt và bê tông phủ chì trong trường hợp xảy ra chiến tranh hạt nhân. Có rất nhiều đơn vị quân đội bảo vệ tổng hành dinh này đóng quân xung quanh khu phức hợp sở hữu vũ khí thông thường quy mô lớn. Lớp hàng rào điện, bãi mìn và nhiều trạm kiểm soát an ninh bao bọc lấy khu vực này. Tổng hành dinh chính được kết nối bằng đường hầm với Biệt thự Changgyong (Biệt thự số 26) và các căn biệt thự khác. Một ga tàu điện ngầm tư nhân cũng nằm bên trong khu biệt thự này. Bên cạnh những ngôi nhà lớn và khu vườn được chăm sóc cẩn thận còn có hồ nước nhân tạo và nhiều cơ sở giải trí khác nhau. Các nhân chứng đều tường thuật về nội thất sang trọng với đồ đạc trang trí công phu, thảm lông dày và đèn chùm lạ mắt.

## Cơ sở
Cơ sở vật chất của biệt thự này như sau:
- Phòng tiệc bên bờ hồ[7]
- Bể bơi rộng 15 m (49 ft) và dài 50 m (160 ft)[13] với máng trượt nước khổng lồ[14]
- Đường chạy và sân điền kinh[2]
- Spa và phòng xông hơi
- Chuồng ngựa và khu cưỡi ngựa
- Sân tập bắn
- Đường đua ngựa